# Late Night with David Letterman
A Late Night with David Letterman amerikai késő esti talk show volt, amelyet David Letterman vezetett, és az NBC vetítette. 1982. február 1.-jén mutatták be. A Late Night-franchise első része. Letterman-nek már volt egy korábbi műsora The David Letterman Show címmel, amely 1980 júniusától ezen év októberéig futott az NBC csatornán. 1993-ban Letterman bejelentette, hogy kilép az NBC-től, és új műsort indít, Late Show with David Letterman címmel. A Late Night with David Letterman utolsó epizódja 1993. június 25.-én volt. A műsor utódai a Late Night with Conan O'Brien,  a Late Night with Jimmy Fallon és a Late Night with Seth Meyers.
David Letterman két műsora a negyvenegyedik helyet szerezték meg a TV Guide "minden idők 60 legjobb tévéműsora" listáján.
A show negyvenedik évfordulója alkalmából Letterman vendég volt a Late Night with Seth Meyers egyik epizódjában.